# جزر كايمان
جزر كايمان : (بالإنجليزية: Cayman Islands)‏ هي إقليم ما وراء البحار بريطانية تقع في غرب البحر الكاريبي وتتألف من جزر كايمان العظمى وكايمان براك وكايمان الصغرى. وتعتبر الجزر مركزاً استثمارياً قليل الضرائب وإحدى المقاصد السياحية البارزة في العالم لأجل الغوص تحت الماء.
```
|الناتج المحلي الإجمالي اسمي = $5 مليار
[
6
]
 
|سنة الناتج المحلي الإجمالي اسمي = 2021
```

«جزر كايمان»Cayman Islands":"
ثلاث جزر في البحر الكاريبي. تقع على مبعدة 240 كيلومترا إلى الشمال الغربي من جامايكا. اكتشفها كولومبس عام 1503م واستعمرها البريطانيون بعيد عام 1670م. تمتعت بالحكم الذاتي ابتداءً من عام 1959م ولكنها سرعان ما أُخضعت للحكم البريطاني من جديد عام 1962م.
- العاصمة: جورج تاون.
- عدد السكان: 36,500 نسمة
- المساحة: 260 كيلومتر مربع [اليابسة: 260 كم مربع، الماء: 0 كيلومتر مربع ]
- المناخ: مداري بحري؛ حار ممطر صيفاً (أيار / مايو إلى تشرين الأول/أكتوبر) وبارد جاف نسبيا في الشتاء (تشرين الثاني/نوفمبر إلى نيسان/أبريل)

## المسيحية في جزر كايمان
تعد المسيحية الديانة السائدة في جزر كايمان، وفقاً لتقديرات مركز بيو للأبحاث عام 2010 حوالي 81.1% من السكان من المسيحيين، وينتمي معظمهم إلى المذهب البروتستانتي. ووفقًا لتعداد السكان عام 2010 يعتنق أغلب سكان جزر كايمان المسيحية دينًا على المذهب البروتستانتي (67.7%)، ويتوزع البروتستانت كالتالي منهم حوالي 22.6% أتباع كنيسة الله الخمسينية، وحوالي 9.4% أدفنتست، وحوالي 8.6% من أتباع الكنيسة المشيخية، وحوالي 8.3% من أتباع الكنيسة المعمدانية، وحوالي 7.1% من أتباع المذهب الخمسيني، وحوالي 4.1% أنجليكان، من ثم تُشكلالكاثوليكية حوالي (14.1%) ويًشكّل شهود يهوه حوالي (1.1%). ويتبع المجتمع الكاثوليكي المحلي البعثة الكاثوليكية الخاصة في جزر كايمان وتتكون من خمسة رعايا منتشرة في جميع أنحاء الجزيرة. ويعود تواجد الكنيسة المعمدانية في الجزيرة إلى عام 1885، عندما زار المبشر سوبي من جمعية البعثة المعمدانية الجامايكية.

## توأمة
لجزر كايمان اتفاقيات توأمة مع:
- مقاطعة ميامي داد

## أعلام
- الين جرانت فيلازكيز
- مارغريت إس. كولينز
- مارك إيبانكس
- باول براون
- توماس أليوت
- توماس جيفرسون
- رينيه كارتر